# Montastruc-de-Salies
Montastruc-de-Salies (em occitano:  Montastruc de Salias) é uma comuna francesa na região administrativa da Occitânia, no departamento do Alto Garona. Estende-se por uma área de 16.12 km², com 302 habitantes, segundo o censo de 2018, com uma densidade de 19 hab/km².